# Reims-la-Brûlée
Reims-la-Brûlée é uma comuna francesa na região administrativa do Grande Leste, no departamento de Marne. Estende-se por uma área de 6.51 km², e possui 225 habitantes, segundo o censo de 2018, com uma densidade de 35 hab/km².